# Serafino Cerulli Irelli
Serafino Cerulli Irelli (Teramo, 10 aprile 1873 – Roma, 16 gennaio 1946) è stato un paleontologo italiano.

## Biografia
Nato da una famiglia di scienziati e politici, che annoverava l'astronomo Vincenzo Cerulli, Serafino si è laureato in geologia all'Università La Sapienza. Dopo essersi perfezionato in paleontologia a Monaco di Baviera con Karl Alfred von Zittel, è stato assistente di Alessandro Portis nell'Istituto di geologia e paleontologia del ricordato ateneo romano, che ha arricchito di molte collezioni, in particolare di gasteropodi e scafopodi.
I suoi lavori di malacologia hanno interessato soprattutto l'Abruzzo e il Lazio. Particolare attenzione ha rivolto ai dintorni di Roma, analizzando i molluschi fossili provenienti dai depositi marini pleistocenici di Monte Mario. La sua principale opera, la Fauna malacologica mariana, è stata pubblicata in otto volumi tra il 1907 ed il 1916.
Nel 1945 è stato presidente della Società geologica italiana.